# NHK磐城支局
NHK磐城支局（日语：／），是NHK福島放送局位於福島縣磐城市的支局，作為NHK在濱通地區的採訪據點。

## 外部連結
- NHK福島放送局（页面存档备份，存于） （日語）
- NHK文化中心磐城教室（页面存档备份，存于） （日語）